# علية ياسين
علية ياسين هي مخرجة مصرية وُلدت في مدينة المنصورة بمحافظة الدقهلية في عام 1937، وتخرجت من قسم الصحافة بكلية الآداب وكانت من أوائل المخرجات اللاتي عملن بالتليفزيون المصري فور إنشائه في عام 1960، وتوفيت في عام 2018.

## مسيرتها المهنية
تخرجت علية ياسين من قسم الصحافة بكلية الآداب ثُم بدأت مسيرتها المهنية بالعمل كمساعد مخرج في التليفزيون المصري فور بداية بثّه في عام 1960، فعملت مع كل من المخرج نور الدمرداش والمخرج والممثل محمود مرسي ثم عملت كمخرجة لبعض البرامج التليفزيونيّة قبل أن تبدأ في إخراج أول مسلسل تليفزيونيّ لها لتتوالى أعمالها بعد ذلك فتخرج العديد من المسلسلات التليفزيونية التي كان من أبرزها مسلسل قشتمر عن رواية الأديب نجيب محفوظ، ومسلسل بريق في السحاب عن رواية للكاتب ثروت أباظة وغيرها من المسلسلات التليفزيونية التي تعد علامة في التلفزيون المصري.

## أعمالها
| سنة الإنتاج | اسم العمل            | نوع العمل       | نوع المُشاركة         |
| ----------- | -------------------- | --------------- | -------------------- |
| 2008        | أغلى الناس           | مسلسل           | مُخرج                 |
| 2005        | أحلام سارة           | مسلسل           | مُخرج                 |
| 2003        | شاطئ الخريف          | مسلسل           | مُخرج                 |
| 2000        | زمن العطش            | مسلسل           | مُخرج                 |
| 1996        | بريق في السحاب       | مسلسل           | مُخرج                 |
| 1996        | وسادسهم الزمن        | مسلسل           | مُخرج                 |
| 1995        | من الذي لا ينساكي    | مسلسل           | مُخرج                 |
| 1993        | قشتمر                | مسلسل           | مُخرج                 |
| 1991        | وداعا يا ربيع العمر  | مسلسل           | مُخرج                 |
| 1989        | الرجاء التزام الهدوء | مسلسل           | مُخرج                 |
| 1988        | ألف وجه للحقيقة      | سهرة تليفزيونية | مُخرج                 |
| 1988        | اللقاء الثاني        | مسلسل           | مُخرج                 |
| 1987        | المباراة             | مسلسل           | مُخرج                 |
| 1982        | ثلاثة في قطار        | مسلسل           | مُخرج                 |
| 1980        | بلا خطيئة            | مسلسل           | مُخرج                 |
| 1974        | الأبطال              | مسلسل           | مُخرج                 |
| 1970        | من بعيد              | مسلسل           | مُخرج                 |
| 1969        | دلال                 | سهرة تليفزيونية | مُخرج                 |
| 1962        | السبنسة              | مسرحية          | مُساعد مُخرج تليفزيوني |
|             | الخال فانيا          | مسرحية          | مُساعد مُخرج تليفزيوني |
|             | العودة               | مسلسل           | مُخرج                 |
|             | بؤرة نور             | سهرة تليفزيونية | مُخرج                 |

## الجوائز والتكريمات
حظيت علية ياسين بتكريم العديد من الجهات وحازت على عدد من الجوائز والأوسمة كان من أهمها:
- وسام الجمهورية من الطبقة الأولى.
- جائزة الدولة التشجيعية للفنون.

## وفاتها
توفيت المخرجة علية ياسين بعد صراع مع المرض في 29 أغسطس عام 2018 عن عمر ناهز 80 عامًا.

## روابط خارجية
- صفحة علية ياسين على موقع قاعدة بيانات الأفلام العربية